# Осуюс (община)
Индейская община осую́с (англ. The Osoyoos Indian Band) — одно из индейских правительств в Британской Колумбии в Канаде. Оно располагается в районе города Осуюс в долине Оканаган, в 4 километрах от границы Канады с США. Оно входит в Союз нации оканаганов.
Общиной учреждён Культурный центр Nk’mip Desert (то есть пустыни Оканаган) на востоке Осуюса. Центр предоставляет туры в так называемую «единственную в Канаде пустыню» (биологически, это кустарниковая степь, наиболее жаркая и засушливая в стране) с рассказом о её уникальной флоре. У общины также собственный виноградник с производством вина и ряд других предприятий.